# Miffy

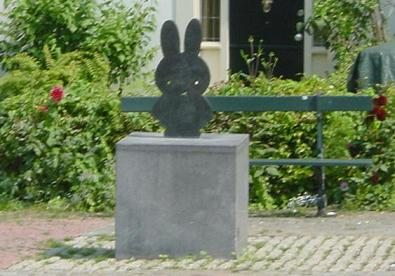
Estátua de Miffy em Utrecht.

Miffy é uma personagem de banda desenhada, criada pelo ilustrador e escritor neerlandês Dick Bruna (1927-2017) em 1955.
O desenho animado Miffy (ou Miffy and Friends, em português Miffy e seus amigos) apareceu em 2003 na televisão estadunidense, sendo exibida em 2008 também na programação do canal de televisão português RTP2.